# English Bazar
English Bazar (en bengalí: ইংরেজবাজার ) es una ciudad de la India, centro administrativo del distrito de Malda, en el estado de Bengala Occidental.

## Geografía
Se encuentra a una altitud de 32 m s. n. m. a 356 km de la capital estatal, Calcuta, en la zona horaria UTC +5:30.

## Demografía
Según estimación 2010 contaba con una población de 181 707 habitantes.